# 列克星敦鎮區 (北卡羅萊納州戴維森縣)
列克星敦鎮區（英語：Lexington Township）是位於美國北卡羅萊納州戴維森縣的一個鎮區。

## 地方資料
列克星敦鎮區的面積為141.67平方千米，皆為陸地。根據2020年美國人口普查的數據，當地共有人口31683人，而人口密度為每平方千米223.64人。